# Xmind
Xmind là phần mềm lập sơ đồ tư duy được Xmind Ltd. phát triển. Phần mềm này hỗ trợ lập sơ đồ tư duy, sơ đồ xương cá, sơ đồ cây, bảng tính,... Xmind có thể đọc các tệp FreeMind và MindManager và lưu vào Evernote. Đối với Xmind Pro/Zen, nó có thể xuất sơ đồ tư duy vào các tài liệu Microsoft Word, PowerPoint, Excel, PDF, FreeMind và MindManager.

## Giải thưởng
- XMIND 2008 đã giành được giải thưởng "Phần mềm RCP thương mại tốt nhất" ("Best Commercial RCP Application") tại EclipseCon 2008.[2]
- XMIND 3 đã giành được giải thưởng "Dự án tốt nhất cho giới đại học" ("The Best Project for Academia") tại SourceForge.net Community Choice Awards.[3]
- XMIND đã được PCWorld chọn để đưa vào "Phần mềm năng suất tốt nhất năm 2010" ("Productivity Software: Best of 2010").[4]
- XMind 2013 được chọn là "Phần mềm lập sơ đồ tư duy phổ biến nhất" ("The Most Popular Mind Mapping Software") trên Lifehacker.[5]
- XMind giành giải "Red Herring Asia Top 100".[6]
- XMind được đánh giá là "Công cụ công nghệ động não và lập sơ đồ tư duy tốt nhất" ("The Best Brainstorming and Mind-Mapping Tech Tool") trên Lifehack.[7]